# Драгор
 Тази статия е за селото в България.  За реката, минаваща през Битоля, Северна Македония вижте Драгор (река).  
Драго̀р е село в Южна България. То се намира в община Пазарджик, област Пазарджик.

## География
Драгор се намира в западната част на Тракийската низина, на 3 km северозападно от град Пазарджик. Селото е разположено на левия бряг на река Тополница, малко преди да се влее в река Марица.

## История
Старото име на Драгор е Меликадъново. Името е турско и произлиза от факта, че кадъните от близкия бейски сарай, който се е намирал в землището на село Сарая са идвали да се къпят в Тополница на мястото, където е възникнало село Драгор.

## Личности
Родени в Драгор
- Васил С. Ангелов, македоно-одрински опълченец, 29-годишен, файтонджия, ІІІ отделение, 1 рота на 13 кукушка дружина[2]
- Дионисий Агатоникийски (1730 – 1827), български духовник,  агатоникийски епископ на Вселенската патриаршия